# Carver (cráter)
Carver es un cráter de impacto lunar que se encuentra en el lado oculto de la Luna, al este de la llanura amurallada del cráter Van der Waals. Al noreste aparece el cráter Rosseland, y al sur-sureste se encuentra Kozyrev.
A pesar de un cierto desgaste debido a los impactos, la gran pared interior de este cráter todavía contiene algunas terrazas. Se localizan varios cráteres minúsculos a lo largo del brocal exterior y las paredes interiores, pero no hay impactos de intersección notables. Carver se superpone al borde norte-noreste del antiguo y muy desgastado Carver M. El suelo interior de Carver contiene un pequeño pico central situado en su punto medio, y varios pequeños cráteres en la mitad sur. El resto de la planta carece relativamente de rasgos particulares.

## Cráteres satélite
Por convención estos elementos son identificados en los mapas lunares poniendo la letra en el lado del punto medio del cráter que está más cerca de Carver.
|        | \| Carver \| Coordenadas \| Diámetro \| \| ------ \| ------------------------------- \| -------- \| \| K \| 46°12′S 128°30′E / -46.2, 128.5 \| 60 km \| \| L \| 45°12′S 127°48′E / -45.2, 127.8 \| 33 km \| \| M \| 45°00′S 126°48′E / -45.0, 126.8 \| 76 km \| |          |
| Carver | Coordenadas | Diámetro |
| K      | 46°12′S 128°30′E / -46.2, 128.5 | 60 km    |
| L      | 45°12′S 127°48′E / -45.2, 127.8 | 33 km    |
| M      | 45°00′S 126°48′E / -45.0, 126.8 | 76 km    |